# ロナルド・ハワード
ロナルド・ハワード（Ronald Howard, 1918年4月7日 - 1996年12月19日）はイギリスの俳優で作家。父は俳優のレスリー・ハワードである。

## 来歴
ロンドンのクロイドン・ロンドン特別区サウスノーウッド生まれ。ケンブリッジ大学ジーザス・カレッジを卒業後、一旦は新聞記者となるものの、俳優になることを決意する。
映画デビューは、父レスリーが監督・主演した "Pimpernel" Smith での端役出演だったが、ハワードの出演シーンは編集でカットされてしまった。1940年代初頭に地元ロンドンの劇場、さらに映画でも演技の経験を積み、1947年の While the Sun Shines で正式に映画デビューをする。The Queen of Spades、The Browning Version といった作品で様々な役に挑戦し、1950年代に製作されたリチャード・グリーン主演のテレビドラマ The Adventures of Robin Hood で、ウィル・スカーレットが登場する回にそのウィル自身を演じた。このウィルの役は、その後はポール・エディントンが演じた。
1954年に始まったテレビの Sherlock Holmes では、ハワードが主役のシャーロック・ホームズを、ハワード・マリオン＝クロフォードがジョン・H・ワトスンを演じた。この番組はDVD化され、2006年には、英国の衛星放送チャンネル、ボナンザでも放送された。
1950年代から1960年代にかけても、映画の仕事、とりわけ The Curse of the Mummy's Tomb のような作品への出演を続ける一方で、1960年代の英米両国のTVに出演し、『アフリカ大牧場』のヘイズ役をはじめ、他の俳優の憧れとなるような役を演じ、『コンバット！』にもゲスト出演した。また、フランスのアンリ・ヴェルヌイユ監督の『ダンケルク』（1964年）等の外国映画や『さらば荒野』（1971年）や『ワイルドトレイル』（1975年）と言ったスペインで撮影された西部劇にも脇役出演した。
1970年代半ばには画廊経営のために、不本意ながら俳優としての仕事を後回しにした。1980年代には自伝を発表した。この自伝は自らの俳優としての経歴、そして1943年1月にビスケー湾上空で飛行機が狙撃されて亡くなった父レスリーについて触れられている。

## 主な出演作品

### 映画
| 公開年 | 邦題 原題                                         | 役名                   | 備考       |
| ------ | ------------------------------------------------- | ---------------------- | ---------- |
| 1948   | 偽れる結婚 My Brother Jonathan                    | ハロルド               |            |
| 1949   | スペードの女王 The Queen of Spades                | アンドレイ             |            |
| 1958   | ギデオン Gideon's Day                             | ポール・デラフィールド |            |
| 1959   | バベット戦争へ行く Babette s'en va-t-en guerre    | フィッツパトリック     |            |
| 1960   | 蜘蛛男の恐怖 The Spider's Web                     | ジェレミー             |            |
| 1961   | 六年目の疑惑 The Naked Edge                       | ノーマン・クラリッジ   |            |
| 1961   | 九月になれば Come September                       | スペンサー             |            |
| 1961   | ミス・マープル/夜行特急の殺人 Murder She Said     | イーストリー           |            |
| 1962   | Wuthering Heights                                 | ロックウッド           | テレビ映画 |
| 1964   | 怪奇ミイラ男 The Curse of the Mummy's Tomb        | ジョン・ブライ         |            |
| 1967   | 野獣狩り カウボーイ・スタイル Africa: Texas Style | ヒュー・コップ         |            |
| 1971   | さらば荒野 The Hunting Party                      | ワット・ネルソン       |            |

### テレビシリーズ
| 放映年    | 邦題 原題                       | 役名                     | 備考         |
| --------- | ------------------------------- | ------------------------ | ------------ |
| 1954-1955 | Sherlock Holmes                 | シャーロック・ホームズ   | 39エピソード |
| 1958      | Mary Britten, M.D.              | スティーブン・ブリッテン | 13エピソード |
| 1967-1968 | アフリカ大牧場 Cowboy in Africa | ヘイズ                   | 26エピソード |